# 費代里科·佩盧索
費代里科·佩盧索（義大利語：Federico Peluso，發音：[fedeˈriːko peˈluːzo]；1984年1月20日—），意大利足球運動員，司職左後衛，前意大利國家足球隊成員。

## 外部連結
- Atalanta B.C. Official Player Profile[永久] （義大利語）
- Lega Serie A Player Profile （页面存档备份，存于） （義大利語）
- FIGC Player Profile （页面存档备份，存于） （義大利語）
- 費代里科·佩盧索－UEFA國際賽競賽紀錄
- 費代里科·佩盧索 – FIFA國際賽競賽紀錄 (存檔)